# Lisa Brokop
Lisa Brokop (Surrey, 6 giugno 1973) è una cantante canadese.

## Biografia
Nata in una famiglia musicale, Lisa Brokop ha iniziato ad esibirsi con gruppi country di Vancouver all'età di 13 anni, ed è andata in tournée per la prima volta due anni dopo. Nel 1991 è uscito il suo album di debutto My Love, seguito nel 1994 da Every Little Girl's Dream, certificato disco d'oro dalla Music Canada con oltre 50 000 copie vendute a livello nazionale.
La Canadian Country Music Association l'ha insignita di sei premi nel corso della sua carriera. Nel 1997 ha vinto il premio per il miglior duetto dell'anno con Duane Steele, mentre nel 2001 e nel 2002 ha vinto il premio per il singolo indipendente dell'anno, rispettivamente per Something Undeniable e per I'd Like to See You Try. Inoltre, dal 2001 al 2003 ha vinto il premio per l'artista femminile indipendente dell'anno per tre anni di seguito.
Nel 2025 è stata introdotta nella Canadian Country Music Hall of Fame.

## Discografia

### Album in studio
- 1991 – My Love
- 1994 – Every Little Girl's Dream
- 1996 – Lisa Brokop
- 1998 – When You Get to Be You
- 2000 – Undeniable
- 2005 – Hey, Do You Know Me
- 2008 – Beautiful Tragedy
- 2011 – The Jeffersons, Vol. 1 (con Paul Jefferson)
- 2015 – The Patsy Cline Project
- 2023 – Who's Gonna Fill Their Heels

### Singoli
- 1990 – Daddy, Sing to Me
- 1991 – Old Mister Moon
- 1992 – Time to Come Back Home
- 1992 – My Love
- 1993 – Country Girl
- 1994 – Stand by Your Man
- 1994 – Give Me a Ring Sometime
- 1994 – Take That
- 1995 – One of Those Nights
- 1995 – Who Needs You
- 1995 – She Can't Save Him
- 1996 – Before He Kissed Me
- 1996 – West of Crazy
- 1998 – How Do I Let Go
- 1998 – What's Not to Love
- 1998 – When You Get to Be You
- 1999 – Ain't Enough Roses
- 1999 – Better Off Broken
- 1999 – Cool Summer Night
- 2000 – Something Undeniable
- 2001 – Keep Mom and Dad in Love (con Hal Ketchum)
- 2001 – I'd Like to See You Try
- 2001 – Say
- 2002 – Whiskey and Wine
- 2004 – Wildflower
- 2004 – Hey, Do You Know Me
- 2005 – Ladylike
- 2005 – Big Picture
- 2008 – Break It
- 2008 – November Trees
- 2009 – Shackin' Up
- 2009 – Just Another Song (You Won't Hear on the Radio)
- 2010 – Find the Sun (con Paul Jefferson)
- 2011 – Crazy on Me (con Paul Jefferson)
- 2011 – One Headlight (con Paul Jefferson)
- 2013 – Let It Burn
- 2014 – Love Me If You Can
- 2020 – Rockin' Guitars & Cadillac Cars
- 2021 – Is It Me and You
- 2022 – Trust in Jesus

#### Come featuring
- 1994 – Light in My Life (The Johner Brothers feat. Lisa Brokop)
- 1997 – Two Names on an Overpass (Duane Steele feat. Lisa Brokop)
- 2005 – God Save the World (Jeff Carson feat. Lisa Brokop)